# James Bond (franquia)
James Bond é uma franquia de mídia que aborda o personagem James Bond, um agente secreto britânico.

## Literatura
O primeiro livro estrelado por James Bond foi Cassino Royale, lançado em 1953. Então, todo ano, Ian Fleming ia para sua casa na Jamaica, chamada GoldenEye, para escrever um novo livro, até sua morte em 1964. Após sua morte, seus herdeiros publicaram duas obras: The Man with the Golden Gun e Octopussy and The Living Daylights (livro de contos). As obras foram publicadas em 1965 e 1966, respectivamente.
| - 1953 - Cassino Royale - 1954 - Viva e Deixe Morrer - 1955 - Moonraker - 1956 - Os Diamantes são Eternos - 1957 - Moscou contra 007 - 1958 - 007 Contra o Satânico Dr. No - 1959 - Goldfinger | - 1960 - Apenas Para seus Olhos (livro de contos) - 1961 - Chantagem Atômica - 1962 - O Espião que Me Amava - 1963 - A Serviço Secreto de Sua Majestade - 1964 - You Only Live Twice - 1965 - O Homem Com o Revolver de Ouro - 1966 - Octopussy and The Living Daylights (livro de contos) |

Após a morte de Fleming, Kingsley Amis, amigo de Fleming e sob o pseudónimo Robert Markham, escreveu Colonel Sun, em 1968. Em 1973, John Pearson lançou James Bond: The Authorised Biography of 007, uma "autobiografia" do espião.
Nas décadas de 80 e 90, outro autor, o britânico John Edmund Gardner (1926-2007), escreveu quatorze livros originais, até se aposentar por problemas de saúde.
| - 1981 - Licença Renovada - 1982 - Serviços Especiais - 1983 - Missão no Gelo - 1984 - Questão de Honra - 1986 - Ninguém Vive Para Sempre - 1987 - Sem Acordos, Mr. Bond - 1988 - Scorpius | - 1989 - Vença, Perca ou Morra - 1990 - Brokenclaw - 1991 - O Homem de Barbarossa - 1992 - A Morte é Eterna - 1993 - Nunca Envie Flores - 1994 - Mar de Fogo - 1996 - COLD |

Raymond Benson seguiu-o com seis livros originais e três histórias curtas. Retirou-se em 2002.
| - 1997 - Blast From the Past (história) - 1997 - Zero Menos Dez - 1998 - Os Fatos da Morte - 1999 - Midsummer Night's Doom (história) - 1999 - Live at Five (história) | - 1999 - High Time to Kill - 2000 - Doubleshot - 2001 - Never Dream of Dying - 2002 - O Homem Com A Tatuagem Vermelha |

Em 2008, os herdeiros de Ian Fleming autorizaram a publicação de uma nova obra de James Bond. Esta foi escrita pelo britânico Sebastian Faulks, tendo como palco o período da guerra fria e, como sempre, passando por localidades diversas. A Essência do Mal foi lançado em 28 de maio de 2008, acompanhando o centenário de nascimento de Fleming.
| - 2008 - A Essência do Mal |

Um novo livro, atualizando Bond no contexto do século XXI e colocando-o como um agente iniciante de uma agência independente do MI6, foi escrito por Jeffery Deaver e lançado em 2011. Chegou ao Brasil em 2012.
| - 2011 - Carte Blanche |

Em 2013, o escritor britânico William Boyd foi escolhido para reinventar James Bond, porém mantendo características do agente secreto criadas por Fleming.
| - 2013 - Solo |

Além disso, filmes com enredos originais receberam novelizações. 007 - O Espião Que Me Amava e 007 Contra o Foguete Da Morte foram escritos pelo roteirista Christopher Wood. Os "escritores oficiais" assinaram as seguintes obras: John Gardner - Permissão Para Matar e 007 Contra Goldeneye, e Raymond Benson - 007 - O Amanhã Nunca Morre, 007 - O Mundo Não é o Bastante e 007 - Um Novo Dia Para Morrer.
O livro From Russia With Love foi publicado pela primeira vez no Brasil em 1965, mas tratava-se de uma segunda edição já que a mesma história fora publicada em 1963 com o título Espionagem. É no capítulo 28 desse livro que o autor Ian Fleming narra a morte de seu mais famoso personagem, fato que nunca aconteceu no cinema. Segundo o livro, James Bond teria sido assassinado no quarto 204 do Ritz Hotel em Paris e sua algoz, embora tenha sido capturada por ele próprio, foi Rosa Klebb, que desferiu-lhe um golpe com sua botina armada de uma pequena lâmina envenenada na ponta. Outros personagens do livro foram, dessa mesma forma, por ela fulminantemente assassinados; mas apesar da alta potência e rápida ação do veneno utilizado, soube-se somente no livro seguinte (007 Contra o Satânico Dr. No), publicado um ano depois, que James Bond sobrevivera.

## No cinema

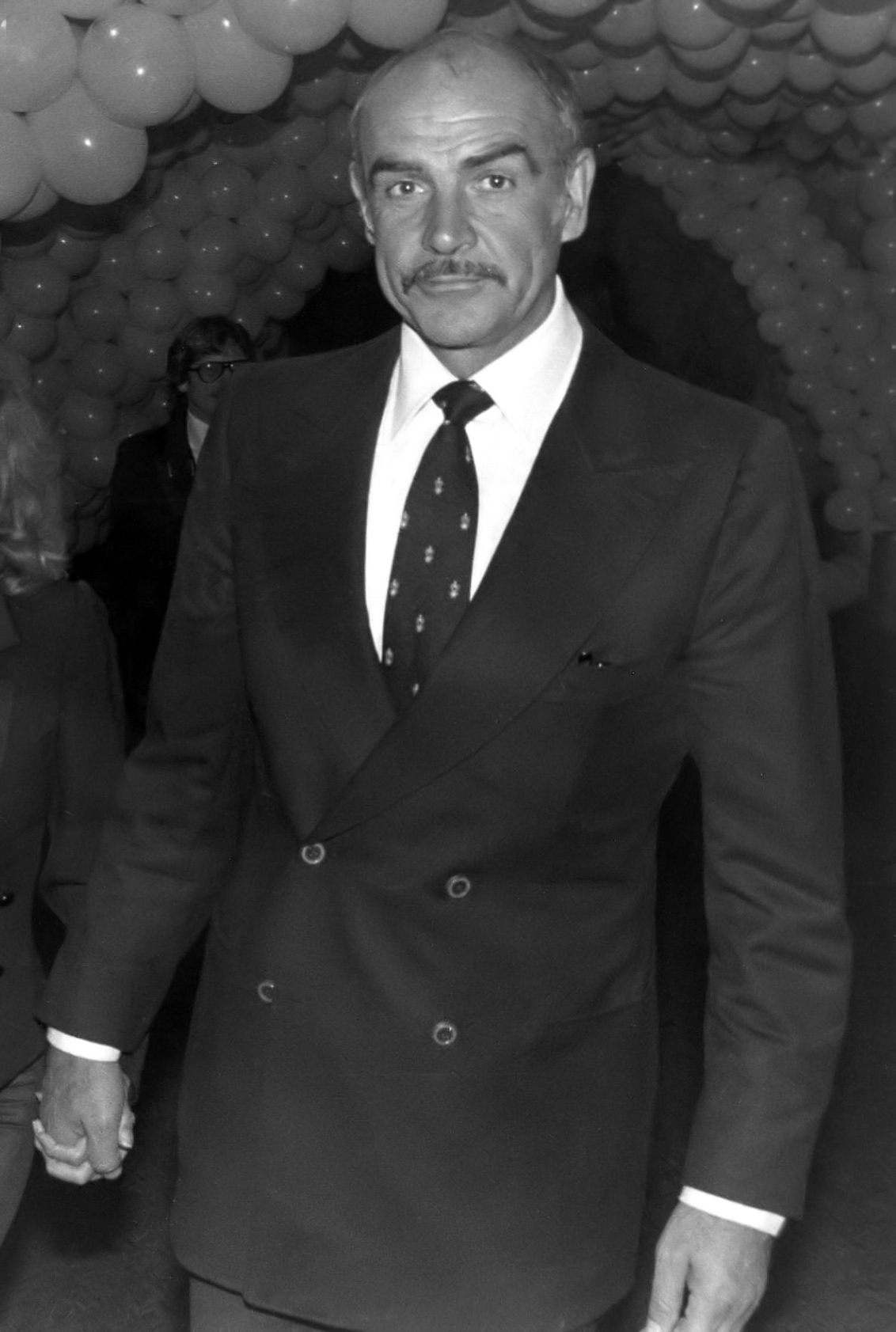
Sean Connery, o primeiro James Bond (foto de 1980)

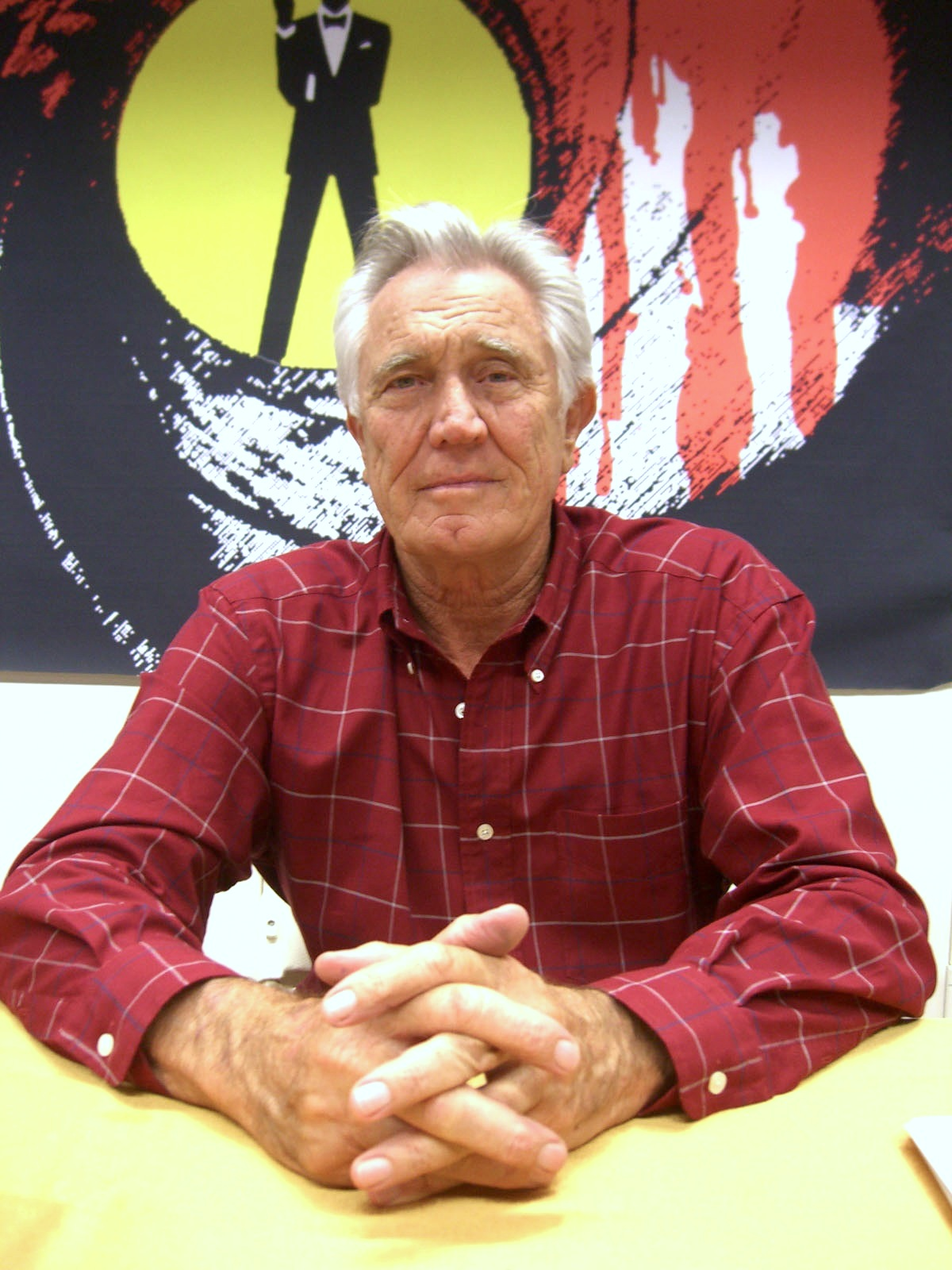
George Lazenby, o segundo James Bond (foto de 2008)

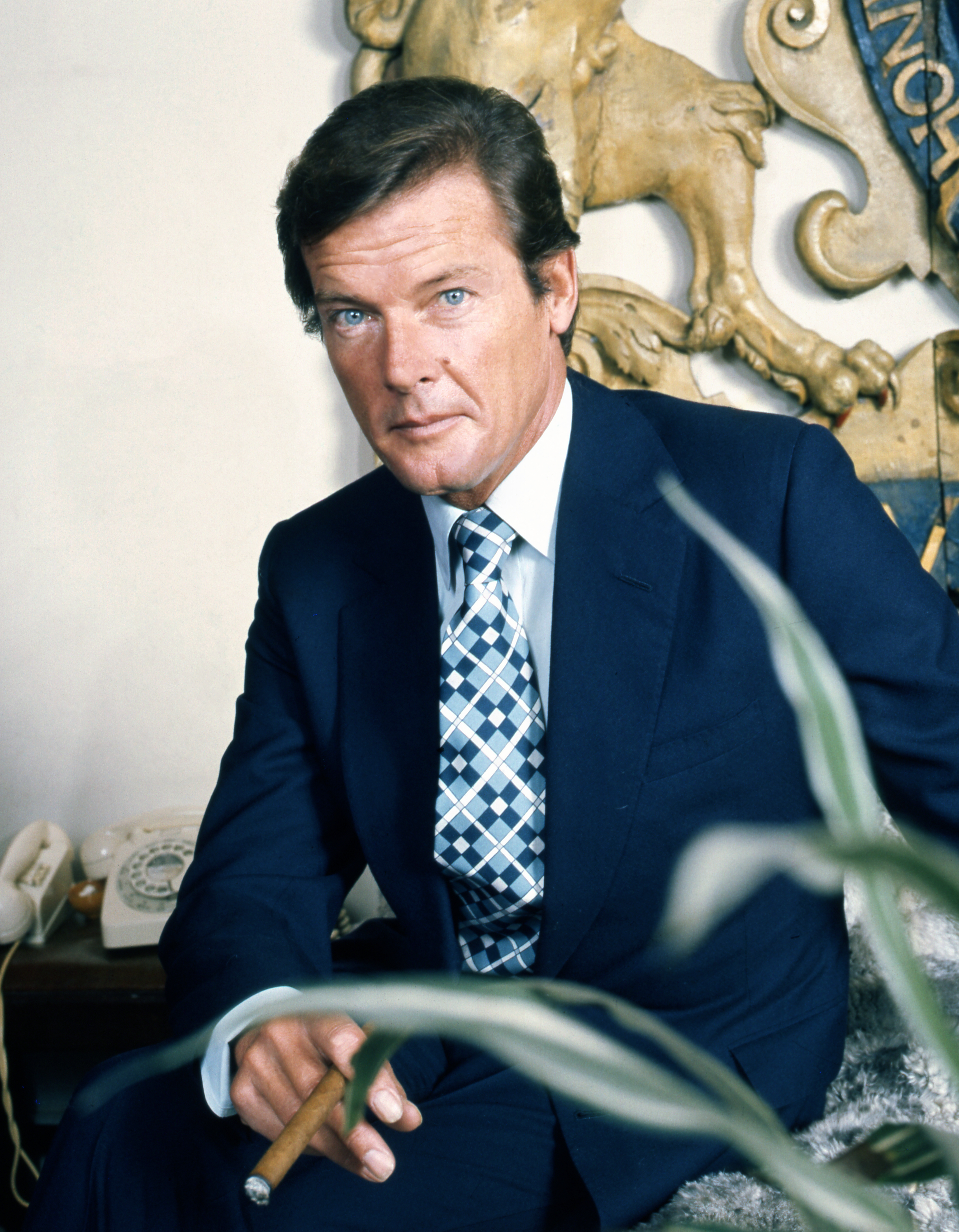
Roger Moore, o terceiro James Bond (foto de 1973)

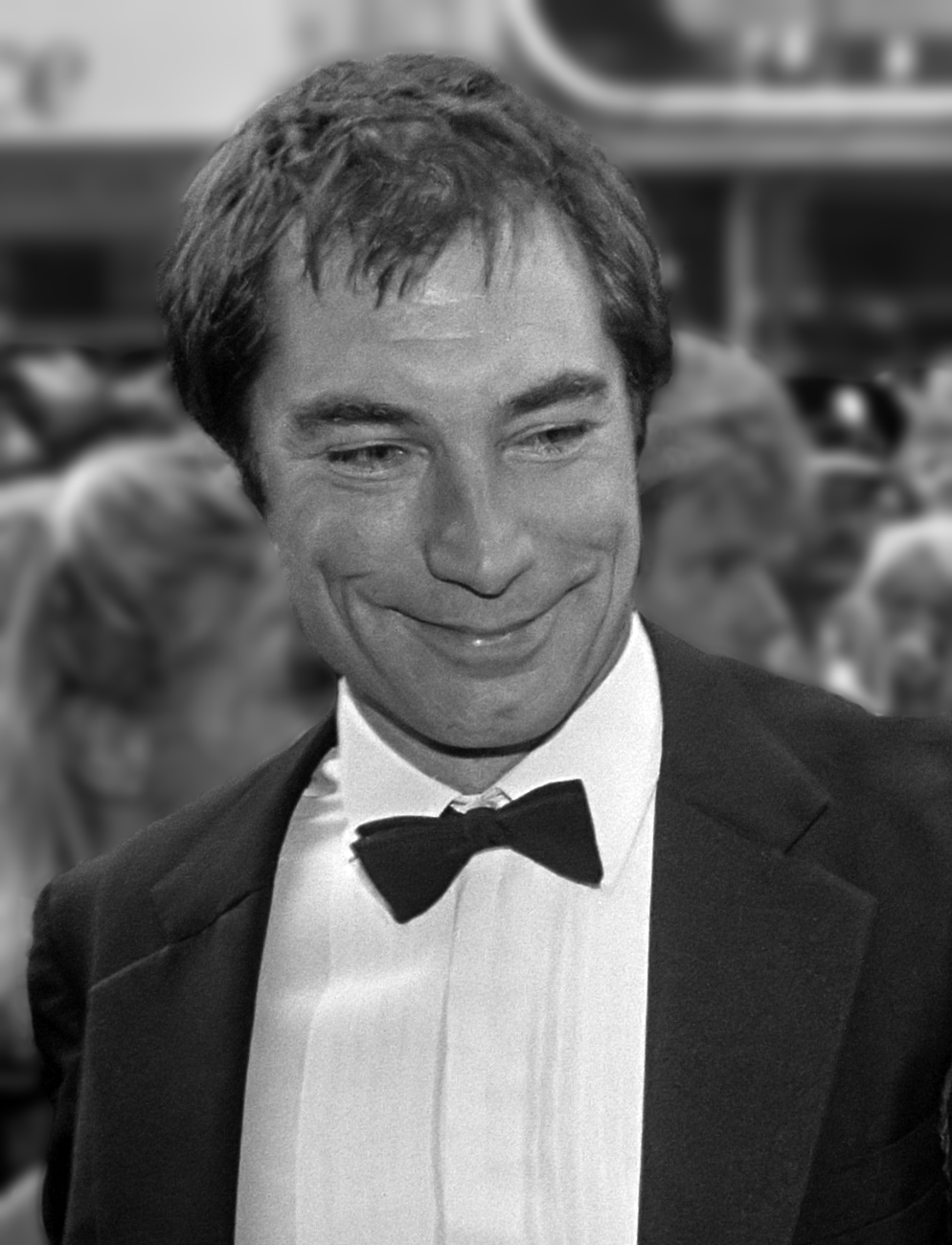
Timothy Dalton, o quarto James Bond (foto de 1987)

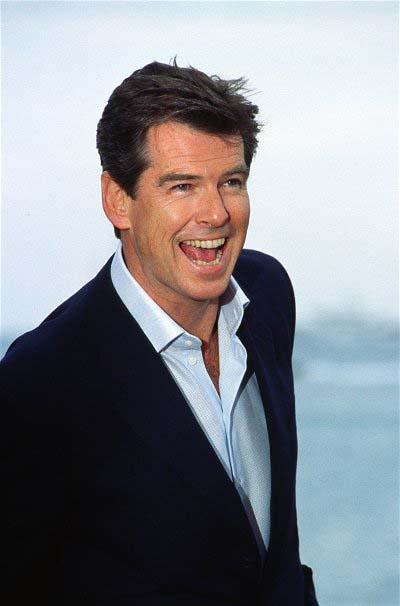
Pierce Brosnan, o quinto James Bond (foto de 2002)

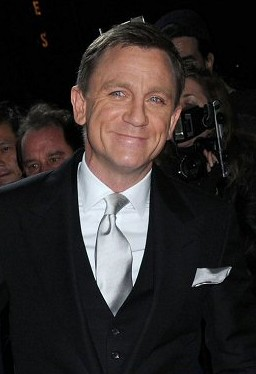
Daniel Craig, o sexto James Bond (foto de 2008)

### Filmes oficiais
Os filmes de 007 foram produzidos inicialmente por Harry Saltzman e Albert Broccoli, detentores dos direitos cinematográficos de quase toda a obra já escrita por Ian Fleming e donos da produtora EON (Everything or Nothing). Em 1975, Saltzman abandonou a franquia. Desde 1995, os filmes são produzidos pela filha de Albert, Barbara Broccoli, e seu meio-irmão, Michael G. Wilson.
Vários membros do elenco dos filmes tiveram que ser dublados, fosse pelo forte sotaque ou pelo inglês imperfeito. A suíça Ursula Andress teve que ser dublada em Dr. No. Daniela Bianchi teve que ser dublada em From Russia with Love por causa do forte sotaque italiano falando inglês. O ator Gert Fröbe também precisou de dublagem em Goldfinger, por ter um sotaque igualmente forte, em alemão. A japonesa Mie Hama teve que ser dublada por não conseguir aprender inglês em tempo para as filmagens de You Only Live Twice.
James Bond já foi interpretado por seis atores na série oficial:
- Sean Connery (1962-1967-1971/1983 cujo filme não faz parte da saga original)
- George Lazenby (1969)
- Roger Moore (1973-1985)
- Timothy Dalton (1987-1989)
- Pierce Brosnan (1995-2002)
- Daniel Craig (2006-2021)

Em 1962, foi lançado o primeiro filme, Dr. No, com o personagem James Bond interpretado pelo então semi-desconhecido ator escocês Sean Connery. O filme, feito com apenas um milhão de dólares (orçamento baixo, até para a época), estourou nas bilheteiras de todo o mundo, transformando Connery num ícone dos anos 1960, que com a sua espetacular popularidade internacional fez surgir uma nova histeria mundial vinda da terra da Beatlemania da época: a Bondmania.
Alguns dos fatores de maior empatia da série com o público, além do carisma e do charme de seu personagem principal, têm sido sem dúvida os mirabolantes vilões, os gadgets mortais e de alta tecnologia, as suas canções-tema e as suas maravilhosas bond-girls.

### Os vilões
As mais variadas estrelas do cinema internacional já passaram pela pele dos terríveis inimigos de Bond, do pioneiro Dr. No interpretado por Joseph Wiseman; passando pelo vilão Goldfinger, interpretado por Gert Fröbe; Ernst Stavro Blofeld, o líder da organização criminosa SPECTRE vivido por Donald Pleasence, Telly Savallas, Charles Gray e Christoph Waltz em filmes diferentes; Francisco Scaramanga, vivido por Christopher Lee, e Nick Nack, o anão vivido por Hervé Villechaize em The Man with the Golden Gun; o capanga Jaws, interpretado pelo gigante Richard Kiel em The Spy Who Loved Me e Moonraker; o Kamal Khan de Louis Jourdan em Octopussy, o Renard de Robert Carlyle, principal vilão de The World Is Not Enough, até o Le Chiffre de Mads Mikkelsen em Casino Royale e o sinistro Raoul Silva de Javier Bardem em Skyfall.
Ao longo dos 24 filmes oficiais já produzidos, James Bond já matou nada mais que 362 inimigos, 120 por arma de fogo, 84 por explosão, 71 utilizando um veículo e 25 usando como arma a gravidade.

### Canções
As famosas canções-título também marcaram época, como Goldfinger, Diamonds Are Forever e Moonraker, na voz da cantora britânica Shirley Bassey.
Nobody Does It Better, tema de The Spy Who Loved Me, cantada por Carly Simon e líder de todas as paradas de FM do fim dos anos 1970, ou Goldeneye, com Tina Turner, ajudaram os filmes de Bond a se tornarem os mais populares filmes de aventura e espionagem em todo o mundo.
No filme de 1973, Live and Let Die, Paul McCartney interpreta uma canção tema com o mesmo título da película.
A música-tema do filme Somente Para Seus Olhos, For Your Eyes Only, foi interpretada por Sheena Easton. A canção tornou-se um sucesso nas paradas e fora indicada ao Oscar e o Globo de Ouro. Easton tornou-se a única artista a participar da sequência de créditos, porque o artista Maurice Binder gostou da aparência de Easton e resolveu incluir a cantora nos créditos.
Bandas famosas como Duran Duran (A View to a Kill- música indicada ao globo de ouro e número 1 na Billboard Hot 100) e A-ha (The Living Daylights) interpretaram músicas-temas no auge de suas carreiras.
Gladys Knight interpretou a música-tema homônimo de "License to Kill", o 16° episódio da saga da lançado em 1989.
Até mesmo Madonna teve uma canção na abertura de Die Another Day, e o grupo Garbage também colaborou com uma canção de mesmo nome do filme The World is Not Enough, em 1999.
O cantor Chris Cornell, ex-integrante das bandas Audioslave, Soundgarden (a qual voltou a fazer parte em 2011) e Temple of the Dog, foi o responsável pela canção-tema "You Know My Name", em Casino Royale, de 2006. Em 2008, para o filme Quantum of Solace, a cantora Alicia Keys e o cantor Jack White cantaram, juntos, a música Another Way to Die.
Para Skyfall foi chamada a cantora britânica Adele com tema homônimo para o longa. A cantora recebeu o Oscar 2013 de "Melhor Canção" pela música, juntamente com Per Hallberg e Karen Baker Landers que levaram a estatueta de "Melhor Edição de Som".
Em 2015, o cantor londrino Sam Smith foi o responsável pelo tema do longa Contra Spectre, interpretando a canção "Writing's on the wall".

### Bond girls
Mas são as famosas bond-girls, as namoradas do agente especial, que trouxeram aos filmes de 007 o ar de sofisticação, beleza e sensualidade, que são a sua marca registrada. Entre goles de champanhe Bollinger e Dom Pérignon, lençóis de seda inglesa, peles de raposa, tapetes persas, castelos e cenários de sonho em todo o planeta, a série lançou ao mundo as belas atrizes Ursula Andress, Grace Jones, Honor Blackman, Mie Hama, Diana Rigg, Jill St. John, Jane Seymour, Britt Ekland, Barbara Bach, Halle Berry, Lois Chiles, Carole Bouquet, Rosamund Pike, Eva Green, Maud Adams, Denise Richards, Kim Basinger, Monica Bellucci e Léa Seydoux, dentre outras.

### Filmes não oficiais
Bond estrelou também três filmes não pertencentes à franquia: em 1954, uma adaptação para a televisão de Casino Royale teve Barry Nelson no papel do espião; a paródia Casino Royale, de 1967, com David Niven (que curiosamente, era o ator que Fleming preferia antes de Connery ser escolhido); e Never Say Never Again, de 1983, um remake de Thunderball protagonizado por Sean Connery.

### Paródias
James Bond virou referência no gênero da espionagem, com diversas paródias, sendo as mais conhecidas a série Austin Powers, criado pelo canadense Mike Myers e iniciada em 1997, formada por filmes como Austin Powers: International Man of Mystery, Austin Powers: The Spy Who Shagged Me e Austin Powers in Goldmember. As paródias incluem também seriados de televisão durante a "bondmania", nos anos 1960, como Agente 86, Sou Espião (essa paródia inclusive mencionou os filmes de 007 em um de seus episódios), James West, O Agente da U.N.C.L.E., além de diversos filmes, como Flint, Perigo Supremo e Johnny English.

### Bilheterias mundiais
Hoje, todos 24 filmes oficiais do agente James Bond arrecadaram 9 172 529 066 dólares estadunidenses em bilheterias no mundo inteiro, se tornando a quarta franquia cinematográfica mais lucrativa de todos os tempos, perdendo apenas para o Universo Marvel Cinematográfico (com uma bilheteria mundial de $12.659.010.111 dólares), Harry Potter ($10.115.266.184 dólares) e Star Wars ($9.700.557.516 dólares).
| Título original                 | Título (Brasil / Portugal)                                                 | Valores reais | Valores ajustados (US$ de 2011) | Bond           |
| ------------------------------- | -------------------------------------------------------------------------- | ------------- | ------------------------------- | -------------- |
| Dr. No                          | 007 contra o Satânico Dr. No / 007 - Agente Secreto                        | 59.6          | 436.8                           | Sean Connery   |
| From Russia with Love           | Moscou contra 007 / 007 - Ordem para Matar                                 | 78.9          | 570.6                           | Sean Connery   |
| Goldfinger                      | 007 contra Goldfinger                                                      | 124.9         | 891.7                           | Sean Connery   |
| Thunderball                     | 007 contra a Chantagem Atômica / 007 - Operação Relâmpago                  | 141.2         | 992                             | Sean Connery   |
| You Only Live Twice             | Com 007 Só Se Vive Duas Vezes / 007 - Só Se Vive Duas Vezes                | 111.6         | 739.5                           | Sean Connery   |
| On Her Majesty's Secret Service | 007 A Serviço Secreto de Sua Majestade / 007 - Ao Serviço de Sua Majestade | 87.4          | 527                             | George Lazenby |
| Diamonds Are Forever            | 007 - Os Diamantes São Eternos                                             | 116           | 633.9                           | Sean Connery   |
| Live and Let Die                | Com 007 Viva e Deixe Morrer / 007 - Vive e Deixa Morrer                    | 161.8         | 806.5                           | Roger Moore    |
| The Man with the Golden Gun     | 007 contra o Homem da Pistola de Ouro / 007 - O Homem da Pistola Dourada   | 97.6          | 438.1                           | Roger Moore    |
| The Spy Who Loved Me            | 007 - O Espião que me Amava / 007 - Agente irresistível                    | 185.4         | 677.1                           | Roger Moore    |
| Moonraker                       | 007 contra o Foguete da Morte / 007 - Aventura no Espaço                   | 210.3         | 641.1                           | Roger Moore    |
| For Your Eyes Only              | 007 - Somente para seus Olhos / 007 - Missão Ultra-Secreta                 | 195.3         | 475.5                           | Roger Moore    |
| Octopussy                       | 007 contra Octopussy / 007 - Operação Tentáculo                            | 187.5         | 416.6                           | Roger Moore    |
| A View to a Kill                | 007 Na Mira dos Assassinos / 007 - Alvo em Movimento                       | 152.6         | 313.9                           | Roger Moore    |
| The Living Daylights            | 007 Marcado para Morte / 007 - Risco Imediato                              | 191.2         | 372.5                           | Timothy Dalton |
| Licence to Kill                 | 007 - Permissão para Matar / 007 - Licença para Matar                      | 156.2         | 278.8                           | Timothy Dalton |
| GoldenEye                       | 007 contra Goldeneye / 007 - GoldenEye                                     | 356.4         | 517.6                           | Pierce Brosnan |
| Tomorrow Never Dies             | 007 - O Amanhã Nunca Morre                                                 | 339.5         | 468.1                           | Pierce Brosnan |
| The World Is Not Enough         | 007 - O Mundo não é o Bastante / 007 - O Mundo não Chega                   | 361.7         | 480.5                           | Pierce Brosnan |
| Die Another Day                 | 007 Um Novo Dia Para Morrer / 007 - Morre noutro dia                       | 431.9         | 531.3                           | Pierce Brosnan |
| Casino Royale                   | 007 - Cassino Royale / 007 - Casino Royale                                 | 594.2         | 652.3                           | Daniel Craig   |
| Quantum of Solace               | 007 Quantum of Solace / 007 - Quantum of Solace                            | 586.1         | 602.5                           | Daniel Craig   |
| Skyfall                         | 007 - Operação Skyfall / 007 - Skyfall                                     | 1 108.5       | 1 108.5                         | Daniel Craig   |
| Spectre                         | 007 contra Spectre / 007 - Spectre                                         | 820.6         | 820.6                           | Daniel Craig   |

## Jogos eletrônicos
O primeiro jogo de 007 foi criado em 1983, para o computador Commodore 64 e os consoles Atari 2600, Atari 5200 e Colecovision. Nessa época, a franquia era explorada sem muito sucesso, até que em 1997 a então subsidiária da Nintendo Rare, lançou GoldenEye 007 para o Nintendo 64. O jogo, no estilo tiro em primeira pessoa (FPS), foi aclamado pela crítica e se tornou um dos mais vendidos do console. Todos os jogos seguintes da franquia seguiram o estilo de GoldenEye, incluindo um jogo intitulado GoldenEye: Rogue Agent, sem relação com o filme e o jogo, e nem a participação de Bond.
Em 1999, a empresa Electronic Arts adquiriu os direitos da franquia e lançou Tomorrow Never Dies para a Playstation 1, no qual passava de primeira pessoa para terceira pessoa. Após três FPS's e um terceira pessoa, dois inspirados em filmes (Tomorrow Never Dies, de 1999 e The World Is Not Enough, de 2000), e duas tramas originais (James Bond 007: Agent Under Fire e James Bond 007: Nightfire, estrelado por Pierce Brosnan), a EA mudou o estilo em 2004 para tiro em terceira pessoa, com James Bond 007: Everything or Nothing, que tinha a participação de atores como Willem Dafoe, Heidi Klum, Judi Dench e o próprio Pierce Brosnan, e usava um roteiro considerado para o cinema. Everything or Nothing foi o último desempenho de Brosnan como Bond.
Em 2005, no mesmo estilo de Everything or Nothing, a EA lançou James Bond 007: From Russia with Love, uma adaptação do filme From Russia with Love, contando inclusive com as feições e voz de Sean Connery.
Fora do roteiro de ação foi lançado também pela EA, para o PSX, o jogo 007 Racing, na qual era possível pilotar alguns dos famosos carros do 007.
Em 2006, a Activision adquiriu os direitos sobre James Bond. A companhia desde então lançou três games estrelados pelo espião: em 2008, Quantum of Solace, uma adaptação do filme homônimo (a primeira vez que filme e jogo são lançados simultaneamente); em 2010, 007: Blood Stone, um jogo original com a participação de Daniel Craig, e um remake de GoldenEye 007 para o Wii, atualizando a trama e com Daniel Craig substituindo Pierce Brosnan como Bond.
Em 2011 uma versão intitulada GoldenEye 007: Reloaded foi lançada para Playstation 3 e Xbox 360. GoldenEye 007: Reloaded é praticamente uma versão inalterada em relação à versão do ano passado para Wii, mas ainda assim é um jogo de tiro rápido e emocionante que não depende de memórias antigas para ser grande.
Em 2012, a Activision lançou o jogo 007 Legends para Playstation 3, PC, Xbox 360 E Nintendo Wii U, em comemoração aos 50 anos do agente secreto, baseado em missões dos filmes 007 - Um Novo Dia para Morrer (2002), 007 - Permissão para Matar (1989), 007 contra o Foguete da Morte (1979), 007 A Serviço Secreto de Sua Majestade (1969) e 007 contra Goldfinger (1964) e mais uma missão baseada em 007 - Operação Skyfall (2012).

## Legado
James Bond no seu contexto é o tema de um curso da Universidade de Cardiff (País de Gales) anunciado para a iniciar em janeiro de 2008.